# Krze
Krze – osiedle miasta Trzebinia, w powiecie chrzanowskim, w województwie małopolskim. W latach 1975–1998 była to odrębna miejscowość należąca do województwa katowickiego.
Początki wsi Krze sięgają 1861 roku, kiedy wraz z otwarciem na tym terenie pierwszej kopalni Izabella-Nowa pracownicy zaczęli osiedlać się w jej okolicy. W 1912 roku, 3 km od kopalni, otwarte zostały zakłady Górka. Bliskość tych dwóch zakładów sprawiła, że po niedługim czasie obie grupy domów połączyły się. Obecnie osiedle nadal składa się z dwóch części oddzielonych od siebie niewielkim wniesieniem i ogródkami działkowymi. Jedna z tych części potocznie nazywana jest „Kopalnią”, z powodu znajdującej się tam nieczynnej Kopalni Węgla Kamiennego Siersza.

## Religia

### Katolicyzm
Wierni Kościoła rzymskokatolickiego korzystają z parafii świętej Barbary.

### Świadkowie Jehowy
Osiedle to jest bardzo licznie zamieszkane przez Świadków Jehowy. Korzystają oni z Sali Królestwa znajdującej się w dzielnicy Siersza (ul. 22 Stycznia 5).

## Edukacja
Na terenie Krza znajdują się następujące szkoły państwowe:
- Szkoła Podstawowa nr 4 im. Orła Białego,
- Zespół Szkół Techniczno-Usługowych w Trzebini (dawny Zespół Szkół Mechaniczno – Elektrycznych),
- Ochotniczy Hufiec Pracy (podległy pod ZST-U).